# Mikael Piimänen
Mikael Piimänen  aussi appelé Mikael Hartlin (né le 9 septembre 1748 à Turku - mort le 27 décembre 1820 à Turku) est l'un des constructeurs d'églises les plus importants de Finlande.

## Biographie
Ses parents sont les bâtisseurs d'églises Antti Piimänen et Anna Yrjöntytär. Piimänen va un peu à l'école puis devient l'apprenti de son père. Ses œuvres portent des signes typiques comme le clocher-tour sur le coin ouest de l'église.
Comme salaire, il peut demander de chaque foyer du village : une mesure de seigle, du fromage et un gâteau

## Ouvrages principaux

### Églises
- 1765, Église de Marttila ,
- 1776, Église de Säkylä ,
- 1779, Église de Tarvasjoki,
- 1782, Église d'Yläne,
- 1792–1793, Église de Pöytyä,
- 1800, Église d'Iniö,
- 1804, Église d'Aura.

### Clochers
- 1777, Église de Kosken Tl,
- 1797, Église de Naantali,
- 1779, Église d'Askainen,
- 1805, Église de Vårdö,
- 1813, Église de Paattinen